# Кораблёв, Игорь
Игорь Кораблёв (латыш. Igors Korabļovs; 23 ноября 1974, Рига) — латвийский футболист, защитник, футбольный тренер. Выступал за сборную Латвии.

## Биография

### Клубная карьера
В Латвии выступал за клубы: «Олимпия», «Даугава» (ранее «Торпедо»), «Рига», «Вентспилс» и «Юрмала». Летом 2005 года перешёл в «Кривбасс». В июле 2006 года вернулся на родину в клуб «Рига». В 2009 году — игрок клуба «Даугава», а в межсезонье перешёл в «Гулбене». Является рекордсменом высшей лиги чемпионатов Латвии по количеству проведённых игр (475).

### Карьера в сборной
В сборной Латвии дебютировал 10 ноября 1998 года в матче с Тунисом (0:3). В 2004 году был вызван Александром Старковом на чемпионат Европы, но там не провёл ни одного матча. В первой сборной провёл 21 матч.